# Mickle Trafford
Mickle Trafford är en ort i civil parish Mickle Trafford and District, i distriktet Cheshire West and Chester, Storbritannien. Den ligger i grevskapet Cheshire och riksdelen England, i den södra delen av landet, 260 km nordväst om huvudstaden London. Mickle Trafford ligger 17 meter över havet och antalet invånare är 1 872. Mickle Trafford var en civil parish 1866–2015 när blev den en del av Mickle Trafford and District och Guilden Sutton. Civil parish hade 1 831 invånare år 2001. Byn nämndes i Domedagsboken (Domesday Book) år 1086, och kallades då Traford.
Terrängen runt Mickle Trafford är platt. Runt Mickle Trafford är det tätbefolkat, med 266 invånare per kvadratkilometer. Närmaste större samhälle är Chester, 5,2 km sydväst om Mickle Trafford. Trakten runt Mickle Trafford består i huvudsak av gräsmarker.